# 1876 aux États-Unis
Pour des articles plus généraux, voir Chronologie des États-Unis et 1876.
Chronologie des États-Unis
- 1872
- 1873
- 1874
- 1875
- 1876
- 1877
- 1878
- 1879
- 1880

Cette page concerne des événements d'actualité qui se sont produits durant l'année 1876 du calendrier grégorien aux États-Unis.

## Événements
- 31 janvier, guerre des Black Hills : le gouvernement des États-Unis ordonne le déplacement de tous les Amérindiens dans des réserves.
  - Fuyant les risques de famine, les Sioux parqués dans les réserves du Dakota partent vers le nord pour rejoindre les camps des rebelles conduits par Sitting Bull (né à Grand River, dans le Dakota du Sud, en 1831). Cette révolte trouve aussi son origine dans les infractions répétées des Blancs à l’égard des traités signés avec les tribus amérindiennes. Ainsi, pour exploiter des mines d’or, les Black Hills avaient été envahies alors que les Amérindiens considéraient ces montagnes comme sacrées. Pour rétablir l’ordre, des expéditions militaires sont envoyées contre les Sioux. Après celle de mars 1876, une nouvelle part en mai : les troupes du général Crook (1 300 hommes) envahissent le territoire amérindien.
- 15 février : entrée en vigueur de la constitution du Texas.
- 10 mai : ouverture de l'Exposition universelle du centenaire organisée à Philadelphie à l'occasion du centenaire de la déclaration d'indépendance des États-Unis d'Amérique qui a été signée dans cette même ville. (fin le 10 novembre).
- 17 juin : bataille de la Rosebud. Aidés par les Cheyennes et leur chef Two Moon, les Sioux (1 500 hommes) commandés par Crazy Horse repoussent l’armée américaine à Rosebud Creek au Montana.
- 25 juin (bataille de Little Bighorn) au Montana : le général George Armstrong Custer et ses 285 hommes du 7e de cavalerie se lancent à l’assaut sans attendre de renforts. Encerclés près de la rivière Little Bighorn, ils sont décimés par les Sioux et les Cheyennes commandés par Sitting Bull et Crazy Horse.

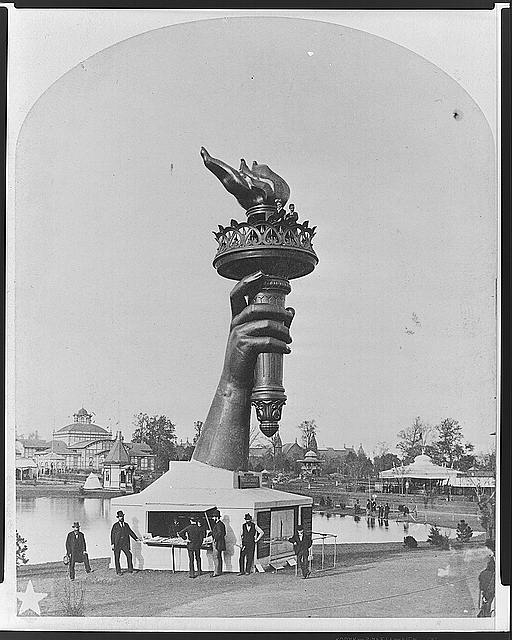
10 mai : Centennial Exposition

- 4 juillet : célébration du Centenaire des États-Unis à Philadelphie.
- 1er août : le Colorado devient le trente-huitième État de l'Union américaine.
- 8 août : l'inventeur Thomas Edison présente une machine à dupliquer des documents écrits[1].
- 9 et 10 septembre : défaite des Sioux à la bataille de Slim Buttes.
- 26 septembre : mort du chef des Chiricahuas Tazha.
  - Le gouvernement des États-Unis essaye de déplacer les Chiricahuas de leur foyer traditionnel dans l’Arizona vers la réserve de San Carlos au Nouveau-Mexique. Geronimo prend alors la tête de la révolte des Apaches de San Carlos.
  - 21 octobre : le président Ulysse S. Grant ordonne le déploiement de 10 000 soldats supplémentaires dans le Sud pour garantir l'application du Civil Right Act de 1875.
- 4 octobre : ouverture de l'Université A&M du Texas[2].
- 7 novembre : élection de Rutherford B. Hayes (R) comme Président des États-Unis. Les Républicains obtiennent aux élections une majorité à la Chambre des députés.
- 25 novembre : victoire des troupes fédérales sur les Cheyennes à la bataille de Dull Knife.
- 29 décembre : le déraillement d'un train à Ashtabula River dans l'Ohio fait 91 victimes.

jour non précisé
- Mouvement en faveur du bimétallisme. Les fermiers du Greenback Labor Party rejoignent les propriétaires de mines d’argent, victimes de la chute des cours, qui dénoncent le « crime de 1873 ».
- Inauguration de la ligne de chemin de fer entre New York et San Francisco.